# Choi Youn-ah
Choi Youn-ah (24 de outubro de 1985) é uma basquetebolista profissional sul-coreana.

## Carreira
Choi Youn-ah integrou a Seleção Sul-Coreana de Basquetebol Feminino em Pequim 2008, terminando na oitava posição.